# نخودی تیره
نُخودی تیره نوعی رنگ ملایم قهوه‌ای زرد است که از رنگ چرم گاومیش آفریقایی گرفته شده‌است. نخودی تیره با رنگ اخرایی هم‌خانواده است.